# Amaranthus retroflexus
Amaranthus retroflexus L., 1753, noto in italiano come amaranto comune, è una specie della famiglia Amaranthaceae originaria dell'America, oggi diffusa in gran parte del pianeta.

## Usi
L'amaranto era già apprezzato dai nativi americani. I Cherokee usavano l'amaranto comune come erba cerimoniale religiosa, come astringente per un ciclo femminile troppo abbondante e medicamento ginecologico, i Keres gli riconoscevano proprietà curative per l'apparato gastrointestinale, i Mohegan ne facevano un infuso per il mal di gola.
I Navajo ne ricavavano pane e dolci.

### Curiosità
Amaranthus retroflexus è stata mostrata essere in grado di immagazzinare l'isotopo radioattivo cesio-137.

## Agricoltura
Amaranthus retroflexus è una pianta robusta e resistente, di natura infestante, diffusa anche nei piccoli e grandi orti e spesso assieme al farinello (talvolta farinaccio) comune Chenopodium album.

## Cucina
I semi sono ricchissimi di proteine e microelementi quali calcio, ferro, fosforo e magnesio. Essi non contengono glutine e sono un ottimo alimento, in particolare per i bambini più piccoli. La raccolta dei semi non è però molto agevole poiché le piccole spighe maturano in tempi diversi, per cui sono richiesti più raccolti manuali a distanza. Le foglie, anch'esse commestibili, si possono consumare crude in insalata o cotte.